# Sadlers
Sadlers är en ort i Saint Kitts och Nevis. Den ligger i parishen Saint John Capisterre, i den nordvästra delen av landet, 14 km nordväst om huvudstaden Basseterre. Sadlers ligger 47 meter över havet och antalet invånare är 986. Den ligger på ön Saint Christopher.